# SN 2008il
SN 2008il – supernowa typu II odkryta 27 grudnia 2008 roku w galaktyce E355-G04. W momencie odkrycia miała maksymalną jasność 16,50m.